# Prodiaphania fullerae
Prodiaphania fullerae är en tvåvingeart som beskrevs av Paramonov 1968. Prodiaphania fullerae ingår i släktet Prodiaphania och familjen parasitflugor. Inga underarter finns listade i Catalogue of Life.